# Milo (Iowa)
Pour les articles homonymes, voir Milo.
Milo est une ville, du comté de Warren en Iowa, aux États-Unis. Elle est fondée en 1878 et incorporée le 4 novembre 1880.

## Source de la traduction
- (en) Cet article est partiellement ou en totalité issu de l’article de Wikipédia en anglais intitulé « Milo, Iowa » (voir la liste des auteurs).